# Yaa Asantewaa
Nana Yaa Asantewa, född runt 1832 i Besease, Ashantiriket, död 17 oktober 1921 på Seychellerna, var en afrikansk kunglighet och den kvinnliga ledaren (drottningmoder) över samhället Ejisu (i dagens Ashantiregion, Ghana). Mellan april 1900 och mars 1901 ledde hon ett väpnat uppror mot Storbritannien i det då koloniserade Ashantiriket. Hon utnämndes till att utöva rollen som drottningmoder av sin bror Nana Akwasi Afrane Opese, Edwesuhene av Edwesu, under hans regeringstid. 

## Biografi

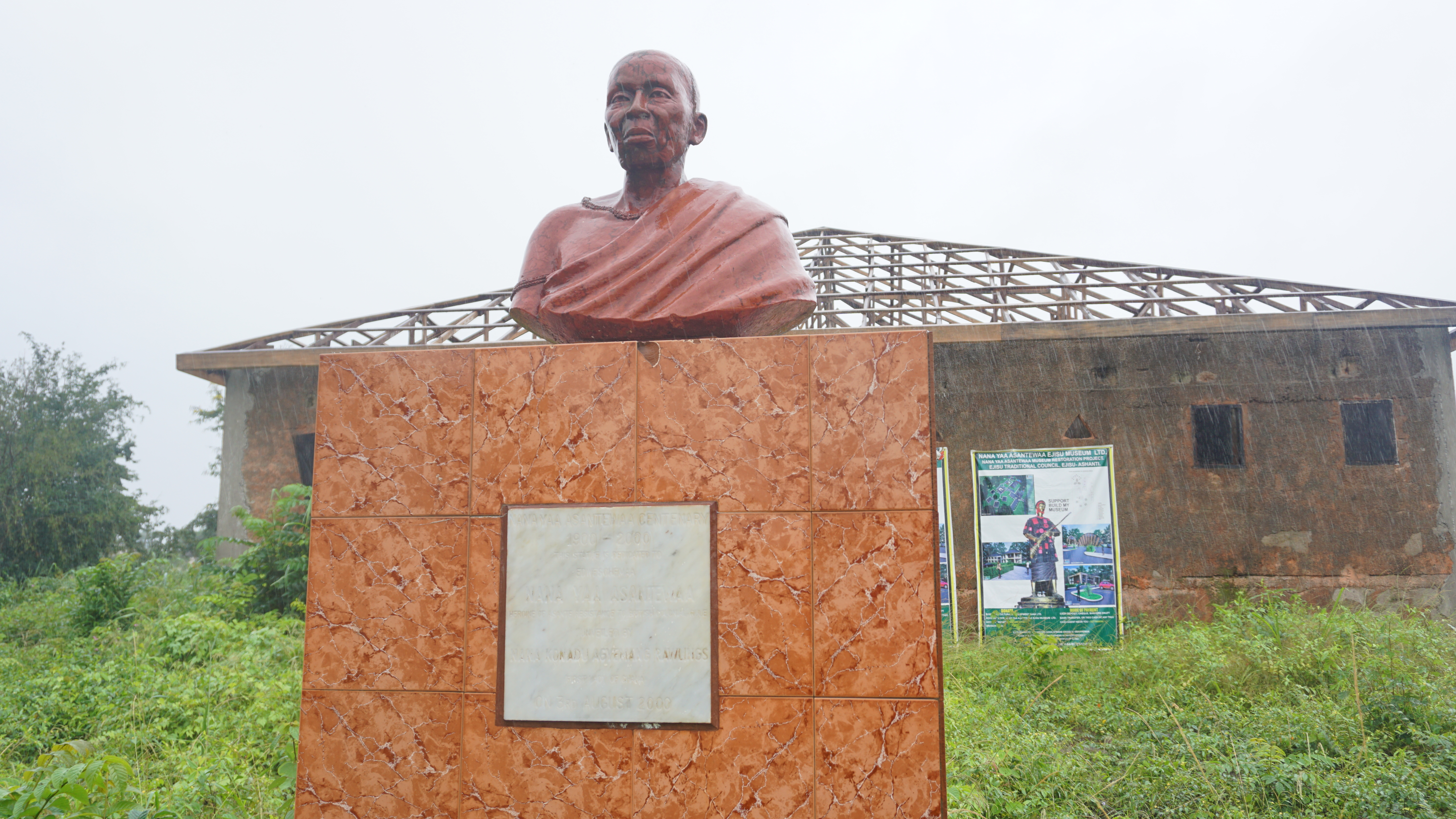
Staty föreställande Yaa Asantewaa utanför hennes museum

Som hennes namn antyder föddes Yaa Asantewaa på en torsdag, i byn Besease, strax söder om Ejisu, ungefär 20 km från Ashantirikets huvudstad Kumasi. Hennes exakta födelseår är oklart, men baserat på en folkräkning från Seychellerna 1912 och ett antagande om att hon var åtminstone 60 år gammal vid tiden för kriget mot britterna 1900, anses hon vara född under 1830-talet. Tillsammans med sin bror Kwesi Afrene var Asantewaa de enda barnen till mamman Nana Atta Poo och pappan Nana Kweku Ampona. På moderns sida hade Asantewaa och hennes bror kopplingar till den i Ejisu kungliga klanen Asona.
Asantewaa växte upp i byn Besease, men flyttade senare till Boankra för att kunna vara närmre sitt jordbruk. Hon gifte sig med Owusu Kwabena, sonen till Asantehenen (Ashantirikets kung) Osei Bunu. Tillsammans med sin man fick Yaa Asantewaa en dotter, Ama Seiwaa.

### Ekonomisk verksamhet
Något som Asantewaa blev särskilt känd för var sitt avancerade jordbruk där hon odlade en mängd grönsaker, med inriktning på lök och jordnötter. Precis som andra Asante-kungligheter använde Asantewaa troligen sig av straffarbetande fångar från andra folk än ashantifolket för att kunna driva sina gårdar och troligen även till andra produktiva ändamål.
Från åtminstone 1895 tog Asantewaa del av arrenden och möjligen även vinstandelar från en guldgruvekoncession vid Obuase, som hennes bror och barnbarn hade varit delaktiga i att förhandla fram. Asantewaa anmärkte dock senare att hon inte var nöjd med avtalet och att hon hade velat ha mer betalt för koncessionen.

### Politisk karriär
Mot bakgrund av det inbördeskrig som hade härjat i Ashantiriket mellan 1885-88 och de politiska förvecklingar detta hade lett till, beslutade Asantewas halvbror och Asantewas kusin att stötta den sittande kungen och drottningen i att eliminera kvarvarande opposition. Ledarna för Asona-klanen (som Asantewa tillhörde) ingick en pakt med kungen och drottningen som kom att leda till att ejisuhene (ledaren för Ejisu, en av de ingående staterna i Ashantiriket) blev högt uppsatta befälhavare i den nationella armén. Som ett led i den högre statusen fick ledaren för Ejisu både viktig mark och inte minst en roll som beskyddare av den gyllene stolen, symbolen för Ashantirikets enighet.

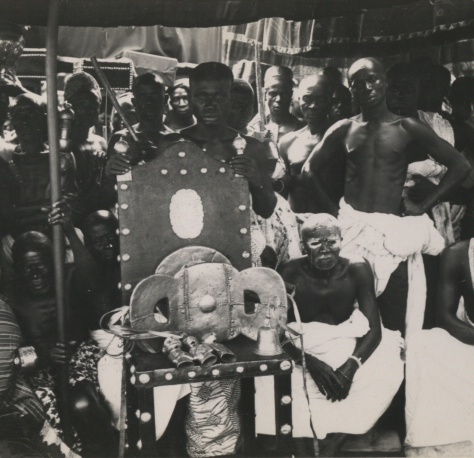
Den gyllene stolen och dess beskyddare, fotograferat 1935

När Ejisus kvinnliga tron (det fanns både en manlig och kvinnlig tron) blev ledig 1887, utnämnde den dåvarande kungen - och Asantewas bror - Nana Kwesi Afrane Okpɛse sin syster till drottning. När Kwesi Afrane dog 1894 utsåg Asantewa (i kraft av sin position som drottning) sitt barnbarn till kung, med regentnamnet Kwesi Afrane II. Som ny kung ärvde Afrane II både rättigheter till en guldfyndighet runt Obuase, men även det tunga politiska ansvaret att beskydda den gyllene stolen.
Under 1895 började det gå rykten om att britterna ville stjäla den gyllene stolen, vilket resulterade i att stolen flyttades från Ashantirikets huvudstad Kumasi till Ejisu.
År 1896 ockuperade britterna Ashantirikets huvudstad Kumasi och skickade kung Prempeh I samt en mängd hövdingar och äldre i exil till Seychellerna. Bland de hövdingar som hamnade i exil var Asantewas barnbarn Kwasi Afrane II.
Efter kriget mot britterna 1900-1901 tillfångatogs Asantewaa och skickades i juni 1901 till Seychellerna. Hon kom att leva där tillsammans med andra kungligheter i exil fram till sin död den 17 oktober 1921.